# فلافيان تايت
فلافيان تايت (بالفرنسية: Flavien Tait)‏ (2 فبراير 1993 في فرنسا - ) هو لاعب كرة قدم فرنسي في مركز الوسط. لعب مع نادي شاتورو.

## وصلات خارجية
- فلافيان تايت على موقع اتحاد تركيا (لاعب) (الإنجليزية)
- فلافيان تايت على موقع رابطة كرة القدم الفرنسية للمحترفين (الإنجليزية)
- فلافيان تايت على موقع قاعدة بيانات كرة القدم.إي يو (الإنجليزية)
- فلافيان تايت على موقع ليكيب (الفرنسية)
- فلافيان تايت على موقع Soccerway.com (الإنجليزية)
- فلافيان تايت على موقع عالم كرة القدم.نت (الإنجليزية)
- فلافيان تايت على موقع AS.com (الإسبانية)